# Långaryds kyrka
Långaryds kyrka är en kyrkobyggnad i byn Långaryd i Hylte kommun i västra Småland. Den är församlingskyrka i Långaryds församling i Växjö stift.

## Kyrkobyggnaden
Den första kyrkan var troligen en stavkyrka av trä, men diverse källor tyder på att det på platsen fanns en stenkyrka under 1200-talet. Den byggdes om efter några hundra år med betydligt stabilare murar. Årtalet 1303 är det första år som hittills är bekant i kyrkans historia. Kyrkan brändes två gånger vid danskarnas härjningar på 1500- och 1600-talen. Efter första branden 1563 förstärktes kyrkan med valv uppburna av grova stenpelare. Den andra branden inträffade 1644. På 1750-talet gjordes en utbyggnad sju meter åt väster. I slutet av 1700-talet var kyrkan i dåligt skick och beslut togs sålunda om att bygga en ny kyrka.
Mellan 1806 och 1810 murades den nya kyrkan upp medan den gamla stod kvar inuti. Därefter revs den gamla och inredningsarbetet vidtog. Invigningen år 1816 förrättades av biskop Ludvig Mörner. Kyrkobyggnaden, som uppfördes efter ritningar av Per Wilhelm Palmroth vid Överintendentsämbetet, har ett rektangulärt kyrkorum och en smalare, absidformad sakristia belägen bakom ett korskrank i öster, torn i väster, ingångar i väster och mitt på sydfasaden, samt i öster till sakristian. Den är byggd i sten, spritputsad i gråvitt, slätputsade omfattningar, grå cementsockel. Exteriören är renodlat nyklassicistisk, medan interiören präglas dels av inredning från 1700-talets första hälft, dels av 1930-talets renovering, särskilt i korpartiet. Lanterninen tillkom 1847 och ersatte den ursprungliga fyrsidiga huven med spira, kors och glob. Den har tornur åt fyra håll. En omfattande renovering genomfördes 1932-1933. Kyrkan målades invändigt med en grågrön färg, som tillsammans med takets gråaktiga färg gav ett ganska mörkt intryck. Taket i absiden fick en målningsdekor med motivet "Kristi himmelsfärd", utförd av G. Ambe och T. Hjelm. Även i mitten av 1960-talet genomfördes förbättringar av kyrkan. Den nuvarande interiörens färgsättning tillkom vid den senaste renoveringen med invigning 1994.

## Inventarier
- Korskrank med sköldar över dörrarna till sakristian med Karl XII:s och Karl XIV Johans namnchiffer.
- Predikstolen på sydsidan är övertagen från den äldre kyrkan, tillverkad 1756 av bildhuggare Sven Segervall
- Dopfunt från 1702, även den från den gamla kyrkan
- Nummertavlor från 1846
- Altartriptyk med Golgatamotiv utförd av N Enberg tillkom 1933
- Altarring samtida med kyrkans byggnadstid.
- Sluten bänkinredning
- Orgelläktaren med utbyggt mittstycke och samma gallerverk på bröstet som korskranket

## Orglar
- 1699 byggde en okänd person en orgel med 5 stämmor.[1] Organisten Arwed Larsson Torsell, Växjö lagade och satte upp orgeln på läktaren.[2]
- 1828 bygger Johan Petter Åberg, Vassmolösa en orgel med 17 stämmor.
- 1934 bygger Åkerman & Lund, Sundbybergs stad en orgel med 24 stämmor.
- Den nuvarande orgeln är byggd 1985 av Ingvar Johansson vid Västbo Orgelbyggeri, Långaryd och då behålla sin exteriör från 1828 men orgelverket nybyggdes. Den har 34 register och i dispositionen har de tidigare stumma fasadstämmorna infogats. Det har också 1978 byggt kororgeln med klockspel. Orgeln är mekanisk.

| Huvudverk I     | Svällverk II      | Öververk III   | Pedal              | Koppel |
| Kvintadena 16'  | Flöjtprincipal 8' | Trägedackt 8'  | Subbas 16'         | I/P    |
| Principal 8'    | Rörflöjt 8'       | Salicional 8'  | Hornprincipal 8'   | II/P   |
| Gedackt 8'      | Gamba 8'          | Principal 4'   | Gedacktbas 8'      | II/I   |
| Oktava 4'       | Svävning 8'       | Rörflöjt 4'    | Koralbas 4'        | III/I  |
| Spelflöjt 4'    | Principal 4'      | Principal 2'   | Rauschkvint 3 chor |        |
| Kvinta 2 2/3'   | Traversflöjt 4'   | Larigot 1 1/3' | Basun 16'          |        |
| Oktava 2'       | Nasat 2 2/3'      |                | Trumpet 8'         |        |
| Mixtur 3-4 chor | Waldflöjt 2'      |                |                    |        |
| Trumpet 8'      | Ters 1 3/5'       |                |                    |        |
|                 | Oktava 1'         |                |                    |        |
|                 | Mixtur 3-4 chor   |                |                    |        |
|                 | Oboe 8'           |                |                    |        |
|                 | Tremulant         |                |                    |        |
|                 | Crescendosvällare |                |                    |        |